# Eliot Spitzer
Eliot Laurence Spitzer, född 10 juni 1959 i The Bronx, New York, är en amerikansk demokratisk politiker och var guvernör i delstaten New York 1 januari 2007 till 17 mars 2008. Han tillkännagav sin avgång som guvernör den 12 mars 2008, efter att skattemyndigheterna upptäckt misstänkta transaktioner och en efterföljande utredning av FBI avslöjat att han köpt tjänster av lyxprostituerade. Han ersätts av viceguvernören David Paterson från den 17 mars 2008.
Spitzer föddes i Bronx med österrikisk-judiska föräldrar. Hans familj var inte särskilt religiös och han hade ingen bar mitzva. Han avlade 1981 grundexamen vid Princeton University och sedan fortsatte han till Harvard Law School. Där träffade han Silda Wall som han sedan gifte sig med. Paret har tre döttrar. När han tog juristexamen, arbetade han för domaren Robert W. Sweet på Manhattan. Därefter arbetade han i ett par år för advokatbyrån Paul, Weiss, Rifkind, Wharton & Garrison. Under åren 1999 till 2006 var han delstaten New Yorks statsåklagare, tills han ersatte George Pataki som guvernör.
I 2006 års guvernörsval fick Spitzer 69% av rösterna mot 29% för republikanen John Faso.